# Vert prairie
Vert prairie, vert pré, vert gazon et dérivés sont des noms de couleur en usage dans le domaine de la décoration et de la mode.
Dans les nuanciers de fabricants, on trouve, en fil à broder du 700 vert prairie, 701 vert gazon, 702 vert brin d'herbe, 703 vert printemps ; en crayons de couleur vert prairie.
Avec le même genre de référence, le  nuancier RAL connaît un RAL 6010 vert herbe.

## Histoire
Le Répertoire de couleurs de la Société des chrysanthémistes publié en 1905 comporte un vert pré, défini comme la « tonalité générale des prés et des gazons à peu près ras, vus en
été, à hauteur d'homme, de 1 à 4 mètres de distance en avant des pieds, et à la lumière diffuse », avec comme synonymes français Vert-jaune clair (Ripolin) et Vert gazon.
Au XIXe siècle, Michel-Eugène Chevreul a entrepris de repérer les couleurs les unes par rapport aux autres et par rapport aux raies de Fraunhofer. Il cite le vert pré parmi les « noms de couleur le plus fréquemment usités dans la conversation et dans les livres », et l'évalue à 5 jaune-vert 9 ton, pour celui de Tuvée ou vert 10 ton pour celui de Guinon. Pour Chevreul, cette couleur est identique au vert émeraude, mais beaucoup plus clair ; la couleur du gazon est plus jaune et grisée.
Le nom de couleur verd pré est attesté en 1750. Il s'agit alors d'un procédé culinaire basé sur du vert d'épinard ou de blé vert. L'année suivante, le nom de couleur se trouve dans l'Encyclopédie descrivant le plumage du dessus de la tête du martin-pêcheur, et dans différents ouvrages et périodiques traitant de mode et de décoration. Le nom de couleur vert prairie se trouve en 1848, à propos de mode.